# Косуля

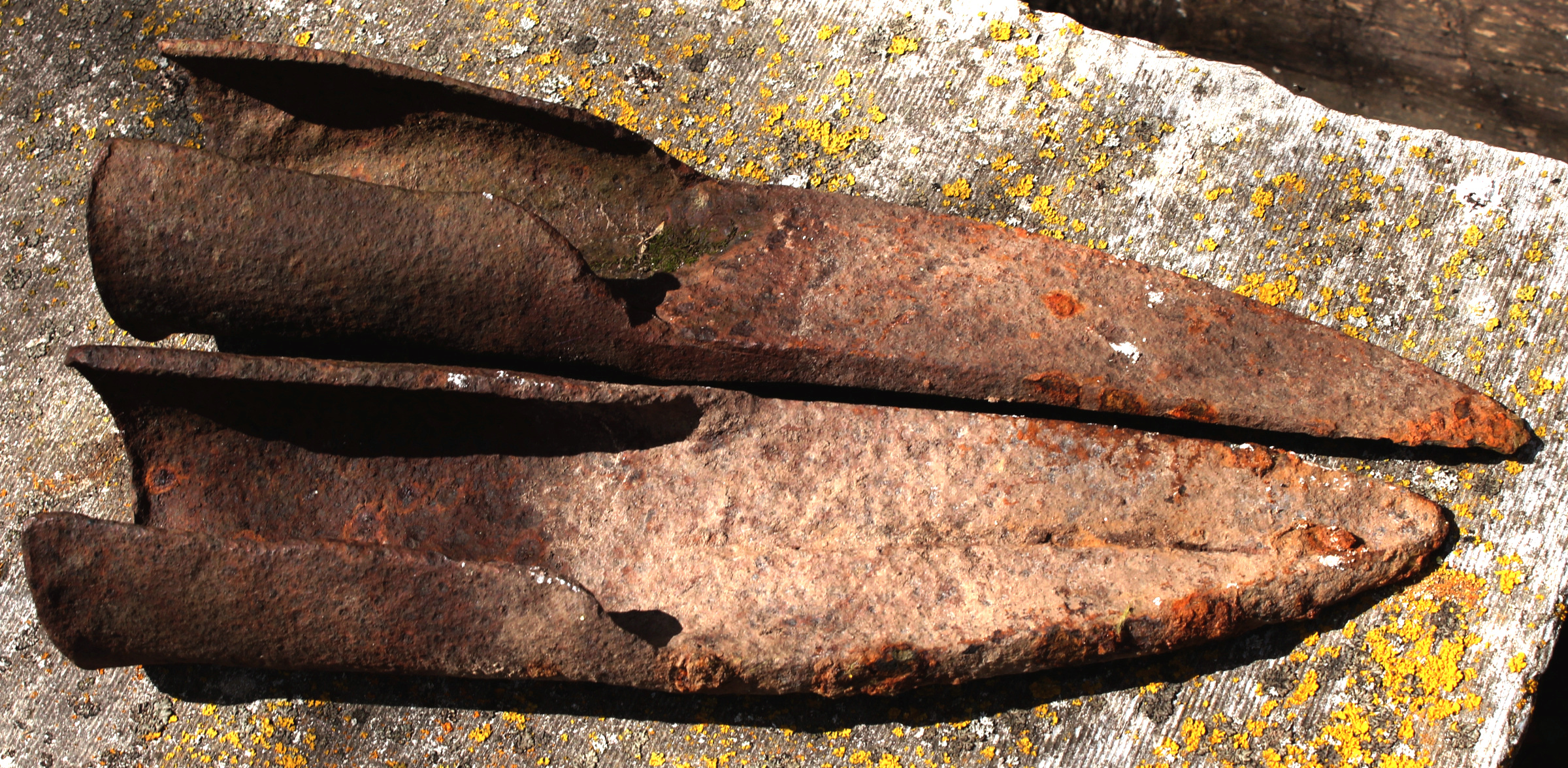
Лемеші з дерев'яної сохи

Косу́ля (від косий, тобто «ко́са»), плужни́ця — знаряддя для обробки ґрунту, різновид сохи з одним лемешем і полозом. Косуля набула поширення спочатку на родючих ґрунтах Владимирської губернії (території, відомої як «Владимирське Опілля»). У лісостеповій смузі України використовували соху-рогач з горизонтальним розташуванням лемешів, а в степових районах Сибіру — колісну соху.
Це знаряддя дозволяє у 10 разів пришвидшити обробку ґрунту, за умови висадки культур рівними рядками.

## Інші значення
Інколи назву «косуля» вживають як зросійщену назву для позначення «диких кіз» (козуль), зокрема для позначення дрібних оленів роду сарн (лат. Capreolus) та дрібних форм роду Коза (лат. Capra). Російське косуля виникло внаслідок видозміни ранішого козуля.